# 睦政会
睦政会（ほくせいかい）は自由民主党の派閥。旧名は白政会（はくせいかい）。通称は、大野派。

## 概要
昭和電工事件で大野伴睦が1948年に逮捕された際に、大野の無罪を訴えた村上勇が中心となった集団が起源である。
1956年12月自由民主党総裁選挙では約50票を持つ大野派は表向きは中立を標榜するものの、実際には大野は早くから石橋湛山支持を決めており、石橋陣営の石田博英と連絡を取りながら多数派工作を進めた。
総裁選では石橋が勝利して総理総裁になるも、脳梗塞のために辞任して後任の総理総裁が岸信介になった後の1957年3月5日に大野派「白政会」を発足させた。首相の岸信介から党内派閥解消を依頼されたことを受けて、1957年9月24日に一旦は「白政会」を解散した。しかし、他の自由民主党の派閥には全く解消する動きがなかったことを受けて、大野は「睦政会」を結成した。
1960年自由民主党総裁選挙では大野が出馬に意欲を示す中で直前で降りたものの、公選で党人派が敗れる中で大野は池田政権の自民党副総裁として発言権を得た。
大野派は自民党の派閥の中で「最も団結が固い」と評された。
1964年に大野が死亡すると、大野派の後継者争いを巡って政治歴が長い船田中と大野派誕生以来の代貸しであった村上が対立し、1965年8月に船田派と村上派に分裂した。当初は両派とも派閥名を「睦政会」とする姿勢であったが、最終的に話し合いにより両派とも「睦政会」の名称を使用しないことで合意し、船田派は「一新会」を、村上派は「一陽会」を呼称することとした。

## 所属していた国会議員一覧
- 大野伴睦
- 村上勇
- 倉石忠雄
- 神田博
- 水田三喜男
- 青木正
- 犬養健
- 船田中
- 太田正孝
- 平野三郎
- 福田篤泰
- 宇都宮徳馬
- 内海安吉
- 鹿野彦吉
- 山口六郎次
- 大島秀一
- 福田一
- 中村幸八
- 辻寛一
- 八木一郎
- 田村元
- 田中正巳
- 中山マサ
- 押谷富三
- 原田憲
- 中井一夫
- 原健三郎
- 小林絹治
- 堀川恭平
- 徳安実蔵
- 綱島正興
- 福永一臣
- 川野芳満
- 山村庄之助
- 木村守江
- 丹羽喬四郎
- 岩本信行
- 江崎真澄
- 小平久雄
- 佐々木盛雄
- 谷川和穂
- 斎藤邦吉
- 高石幸三郎
- 荒舩清十郎
- 前田郁
- 鴨田宗一
- 中川一郎[7]